# Alcina
Alcina (HWV 34) je opera seria Georga Friedricha Händela z roku 1735. Händel použil libreto opery L'Isola di Alcina Riccarda Broschiho, která byla uvedena v roce 1728 v Římě; původní libreto Antonia Fanzaglii pro něj přepracoval neznámý autor. S Broschiho operou se Händel seznámil během své cesty po Itálii roku 1729. Námět pochází z díla Ludovica Ariosta Orlando furioso, epické básně z doby válek Karla Velikého proti islámu (podobně jako další Händelovy opery Rinaldo a Ariodante). Opera obsahuje několik hudebních sekvencí s příležitostí pro tanec: ty byly složeny pro tanečnici Marii Sallé.

## Historie uvedení
Opera Alcina byl složena pro první sezónu Händelova působení v Royal Theatre, Covent Garden v Londýně. Již před ní pro toto nové působiště napsal Händel operu Ariodante, která měla premiéru 8. ledna 1735. Alcina pak vznikla bezprostředně poté, skladatel ji začal komponovat někdy v únoru či březnu a dokončil 8. dubna; premiéra pak proběhla 16. dubna 1735.
V konkurenčním boji se souběžně působící Opera of Nobility chtěli Händel a majitel divadla John Rich využít nákladného jevištního vybavení divadelní budovy na Covent Garden. Tomu odpovídal i kouzelný námět nové opery, který oproti poměrně prozaickému Ariodantovi poskytoval možnosti pro nejrůznější scénické efekty. Hvězdami byly Strada jako kouzelnice Alcina a Carestini jako rytíř Ruggiero, jímž sekundovala u domácího publika oblíbená Cecilia Young v roli kouzelnice Morgany. Novinkou v Händelově díle byly rozsáhlé taneční scény pro Marii Sallé a její soubor a také se zde jako v první Händelově opeře vyskytuje samostatný sbor (v předchozích označuje „coro“ jen závěrečný zpěv vystupujících sólistů). Vše to přispělo k tomu, že Alcina v první sezóně dosáhla na tu dobu vysokého počtu 18 repríz a zaznamenala tak velký úspěch.
Händel ji vedle prvního běhu uvedl několikrát znovu v sezóně 1736 a opět roku 1737, takže dosáhla celkem 24 provedení. Protože vystoupení Madame Sallé v první sezóně se nesetkalo s očekávaným úspěchem, vrátila se tanečnice znovu do Francie a Alcina byla v následujících sezónách zkrácena, především o balety. Kromě toho přenesl závěrečnou árii 1. dějství Tornami a vaggheggiar z Morgany na Alcinu, zřejmě na žádost Strady, protože dramaticky jde o méně výhodné řešení.
Mimo Londýn je v Händelově době doloženo pouze uvedení v Brunšviku – nejprve v roce 1737 s některými áriemi v němčině, znovu pak v roce 1738 v plně italském znění.
Podobně jako jiné skladatelovy práce v žánru opera seria poté upadla Alcina v zapomnění. I když byla jako první z Händelových oper v moderní době vydána tiskem (roku 1869 v německé Gesemtaufgabe), její novodobá premiéra se konala ž 14. června 1928 v Lipsku, a to v německém překladu Hermanna Rotha. Následovala inscenace na Händelově festivalu v Halle roku 1952 (znovu 1966, 1967, 1970, 1989, 1999, 2000, 2004, 2009), zásadní význam pro znovuobjevení opery však měla inscenace připravená Handel Opera Society v Londýně (St Pancras Town Hall) 1957 s australskou sopranistkou Joan Sutherland v titulní roli. Slavná zpěvačka ji zpívala v jubilejní händelovské sezóně 1959/60 i v Kolíně nad Rýnem a v únoru 1960 v roli Alciny debutovala v divadle La Fenice v inscenaci Franca Zeffirelliho. Tato inscenace byla v listopadu téhož roku uvedena v opeře v Dallasu. Se stejnou produkcí Sutherland vystoupila i v Royal Opera House, Covent Garden, v roce 1962. Toto představení bylo rovněž součástí festivalu Ledlanet Nights ve Skotsku v roce 1969. Kromě toho Sutherland zpívala Alcinu v několika koncertních provedeních: v Londýně pro BBC již roku 1959, v New Yorku 1962, Zejména díky tomuto impulsu se Alcina stala Händelovou nejuváděnější operou po Juliu Caesarovi.
Mezi dalšími inscenacemi lze zmínit nastudování v Londýně (Covent Garden) a Stockholmu roku 1960 (obnovena 1971), v Paříži (Théâtre des Nations) roku 1969, v Londýně (Sadlers' Wella) roku 1975, v Aix-en-Provence roku 1978, v Karlsruhe roku 1978, ve Štýrském Hradci roku 1980, v Hannoveru roku 1981, v Sydney roku 1981 (obnovena 1987 a 1992), v New York City Opera roku 1983, v Berlíně (Komische Oper) roku 1985, v Miláně (La Scala, koncertně) rovněž roku 1985, v Londýně, Cheltenhamu a Los Angeles (1985–86), v Tallinnu (Estonia) roku 1989, v Ženevě a Paříži (Théâtre du Châtelet) roku 1990, v Londýně (Covent Garden) roku 1992, v Curychu roku 1994 (představeno též ve Vídni roku 1997), v Basileji roku 1996, inscenace v Cambridgia Darmstadtu roku 1997 a ve Stuttgartu a Nancy roku 1998.
Další významné uvedení opery proběhlo v režii Roberta Carsena v Opéra de Paris v roce 1999 (obnoveno roku 2014) a poté v Lyrické opeře v Chicagu s Renée Fleming v titulní roli, Susan Graham v roli Ruggiera a s Williamem Christiem jako dirigentem.
Dne 14. listopadu 2010 měla opera premiéru ve Vídeňské státní opeře pod vedením Marca Minkowského. V tomto představení zpíval roli Melissa Adam Plachetka.
Opera byla provedena koncertně dne 10. října 2014 v Barbican Centre v Londýně. Titulní roli zpívala Joyce DiDonato pod vedením Harryho Bicketa s orchestrem The English Concert. Dalšími sólisty byli: Alice Coote, Christine Rice a Anna Christy. Toto představení bylo provedeno v několika evropských městech (Pamplona, Madrid, Vídeň, Paříž) a poté v Carnegie Hall v New Yorku dne 26. října 2014.
Vedle toho se Alcina hrála roku 1999 v Barceloně, Duisburgu a Londýně (English National Opera/Colisseum); roku 2000 v Bloomingtonu, Stuttgartu (se zájezdem na festival v Edinburghu) a Düsseldorfu; roku 2002 ve Stuttgartu, Hamburku, Göttingenu, Londýně (Early Opera Company/Wigmore Hall, koncertně) a San Franciscu; roku 2003 v Bilbau, Montpellieru, Moskvě, na Drottningholmu a v New Yorku (New York City Opera); roku 2004 v Berlíně (Komische Oper), Terstu, Hamburku, Montréalu (koncertně), Bratislavě (Slovenské národní divadlo), Amsterdamu a Rize; roku 2005 ve Filadelfii (Curtis Institute), Bielefeldu, Athénách, Bergenu, Hannoveru, Mnichově, Oviedu, Amsterdamu, Paříži (Théâtre du Châtelet),Perthu, v putovní produkci English Touring Opera a na festivalu v Beaune (koncertně); roku 2006 v Trevíru a Lyonu; roku 2007 v Sydney, Viterbu, Poissy, Melbourne a Štýrském Hradci; roku 2008 v Ulmu, The Barns (Wolf Trap Opera), Kielu a Postupimi; roku 2009 v Miláně (La Scala), na zámku Suscinio (Sarzay), v Lüneburgu a Schwerinu; roku 2010 v Buxtonu, Santiagu de Chile a Saské Kamenici; roku 2011 v Göteborgu, St. Gallen, Stuttgartu a Drážďanech; roku 2012 ve Výmaru, Lausanne, Bordeaux, Versailles, Halle a Kolíně nad Rýnem (Palladium), roku 2013 na Festivalu Gut Immling (Halfing), roku 2014 v Lucernu, Oslu, Curychu, Wuppertalu a Cáchách a v roku 2016 v Košicích .
V České republice byla tato opera poprvé uvedena 5. února 2022 v Janáčkově divadle v Brně.

## Osoby a obsazení při premiéře
Obsazení premiéry 16. dubna 1735
- Dirigent: Georg Friedrich Händel
- Alcina, kouzelnice – Anna Maria Strada del Pò, soprán
- Morgana, její sestra – Cecilia Young, soprán
- Oberto, chlapec hledající svého otce – William Savage, chlapecký soprán
- Ruggiero, rytíř – Giovanni Carestini, mezzosoprán (kastrát)
- Bradamante, Ruggierova snoubenka, přestrojená za svého bratra, rytíře Ricciarda – Maria Caterina Negri, alt
- Oronte, milenec Morganin – John Beard, tenor
- Melisso, bývalý vychovatel Ruggieriův – Gustavus Waltz, bas

## Obsah

### Prolog
Pozadí opery pochází z básně Orlando furioso. Hrdinnému rytíři Ruggierovi je určen krátký, ale slavný život. Laskavý kouzelník brání jeho setkání se snoubenkou Bradamante. Bradamante se však není ochotna smířit s nepřítomností svého snoubence a v plné zbroji jej následuje. Těsně před zahájením opery jej zachrání z kouzelného hradu za pomoci svého hipogryfa. Hipogryf s Ruggierem přistanou na ostrově uprostřed oceánu. Když hipogryf začne okusovat listy na myrtovém keři, Ruggiero s překvapením slyší keř mluvit. Keř mu prozrazuje, že byl kdysi člověkem a jmenoval Astolfo, ostrov patří sestrám – čarodějkám Alcině a Morganě. Krásná Alcina svádí každého rytíře, který přistane na ostrově, ale brzy zakleje své milence do kamenů, zvířat, rostlin nebo čehokoliv, co ji napadne. Přes Astolfovo varování Ruggiero kráčí vstříc kouzlu čarodějnice.

### 1. jednání
Bradamante, opět hledá svého milence, přichází na Alcinin ostrov spolu s Ruggierovým bývalým vychovatelem, Melissem. Oblečena v brnění, Bradamante vypadá jako mladý muž a vystupuje pod jménem svého vlastního bratra, Ricciarda. Spolu s Melissem mají kouzelný prsten, který umožňuje uživateli prohlédnout kouzla, která Alcina plánujete použít.
První osobu, kterou potkají je čarodějka Morgana. Ta při pohledu na sličného "Ricciarda", okamžitě opustí svého vlastního milence Oronta. Přivádí návštěvníky na Alcinin dvůr, kde Bradamante s hrůzou zjistí, že Ruggiero okouzlen Alcinou zcela zapomněl na svůj předešlý život. Na Alcinině dvoře je rovněž chlapec Oberto, který hledá svého otce, Astolfa, který byl naposledy viděn, jak míří k tomto ostrovu. Bradamante hádá, že Astolfo je nyní zaklet v cosi na ostrově, ale nedá nic najevo a soustředí se s Ruggiera. Bradamante a Melisso vyčítají Ruggierovi jeho zradu, ale ten nemůže myslet na nic jiného než na čarodějku Alcine.
Mezitím Oronte zjistí, že Morgana se zamilovala do "Ricciarda" a výzývá "jej" na souboj. Morgana zastaví boj. Oronte si svou špatnou náladu vylévá na Ruggierovi. Popisuje mu, jak přesně Alcina zachází se svými dřívějšími milenci, a dodává, že Alcina má nového milence, Ricciarda. Ruggiero je zděšen a ohromuje Alcinu svým žárlivým vztekem. Věci se ještě zhorší, když vstoupí "Ricciardo" a předstírá obdiv k Alcině. Alcina uklidňuje Ruggiera, ale Bradamante je tak rozrušena, když vidí, že její snoubenec usiloval před jejíma očima, že odhalí Ruggierovi svou pravou totožnost. Melisso jí rychle odporuje a Ruggiero je velmi zmatený.
Alcina říká Morganě, že plánuje změnit Ricciarda ve zvíře, aby ukázala Ruggierovi, jak jej opravdu miluje. Morgana prosí Ricciarda, aby opustil ostrov a unikl z Alcininých spárů. Riccardo ale říká, že raději zůstane, protože miluje jinou. Morgana je přesvědčena, že touto jinou osobou je ona sama, a jednání končí její árií Tornami a vaggheggiar. (V některých provedeních tuto árii zpívá Alcina.)

### 2. jednání
Melisso přivádí Ruggiera k rozumu a povinnost tím, že jej nechá nosit kouzelný prsten: pod jeho vlivem, Ruggiero vidí ostrov, jaký ve skutečnosti je, poušť, osídlenou netvory. Zděšený si uvědomí, že musí odejít, a zpívá slavnou árii Verdi prati (Zelené louky), kde se přiznává, že i když ví, že ostrov i Alcina jsou pouhými iluzemi, bude ho jejich krása pronásledovat po zbytek života.
Melisso varuje Ruggiera, že nemůže jen tak odejít; Alcina má ještě ohromnou moc, a měl by maskovat svůj útěk tím, že řekne jí, že chce jít na lov. Ruggiero souhlasí. Stále zmatený z kouzel a iluzí, které ho obklopují, odmítá uvěřit vlastním očím, když konečně poznává Bradamante. Domnívá se, že je to jen další z Alcininých kouzel. Bradamante je zoufalá, stejně jako Alcina. Přesvědčena o Ruggiero lhostejnosti, ona přichází proměnit Ricciarda ve zvíře. Ruggiero se musí rychle usebrat a přesvědčit čarodějnici, že nepotřebuje žádný důkaz její lásky. Od tohoto momentu je zřejmé, že Alcina je skutečně zamilována do Ruggiera a do konce opery její postava vzbuzuje soucit.
Oronte si uvědomuje, že Ricciardo, Melisso a Ruggiero tvoří jakousi alianci, a Morgana s Alcinou poznají, že jsou klamány. Ale je příliš pozdě: Alcina moc je závislé na iluzi, a jak pravá láska vstoupila do jejího života, její magické síly jí proklouzly mezi prsty. Alcina se v zoufalství snaží vyvolat zlé duchy, aby zabránila Ruggierovi v odchodu, ale její kouzlo se jí nezdaří.

### 3. jednání
Poté opera spěje rychle ke konci. Morgana a Oronte se pokusí obnovit svůj vztah; Morgana se k němu vrácí ale on jií vyčítá její chování. Jakmile ale odejde, poznává, že ji stále miluje. Ruggiero se vrací do své hrdinské role a zpívá árii doprovázenou vysokými rohy. Oberto se setkává se lvem, ke komu cítí podivné pouto. Alcina zpívá smutnou árii ve kterém touží po zapomnění.
Bradamante a Ruggiero rozhodnou, že je třeba zničit zdroj Alciny magie (obvykle bývá zpodobován jako urna). Alcina prosí o její zachování, ale Ruggiero je hluchý k jejím odvolání a urnu rozbije. Když tak učiní, vše se ocitá v troskách. Alcinin kouzelný palác se rozpadne v prach a ona sama s Morganou se propadají do země. Alcininým milencům jsou vráceny původní podoby. Lev se změní na Obertova otce, Astolfa. Ostatní vysvobození vyprávějí: "byl jsem skála," říká jeden, "já strom" říká další, a "já vlna v oceánu ...". Všichni lidé opěvují svou úleva a radost a Alcina je zapomenuta.

## Nahrávky
- Joan Sutherland (Alcina), Fritz Wunderlich (Ruggiero), Norma Procter (Bradamante), Jeannette Van Dijck (Morgana), Nicola Monti (Oronte), Thomas Hemsley (Melisso); Capella Coloniensis, Ferdinand Leitner (Golden Melodram, 1980; Verona 1996); nahráno živě v Kolíně nad Rýnem v roce 1959
- Joan Sutherland (Alcina), Monica Sinclair (Ruggiero), Oralia Dominguez (Bradamante), Cecilia Fusco (Morgana), Nicola Monti (Oronte), Plinio Clabassi (Melisso); orchestr divadla La Fenice, Nicola Rescigno (BellaVoce, 1997, 2011); nahráno živě v Kolín nad Rýnem v roce 1960
- Joan Sutherland (Alcina), Teresa Berganza (Ruggiero), Monica Sinclair (Bradamante), Graziella Sciutti (Morgana), Luigi Alva (Oronte), Ezio Flagello (Melisso), Mirella Freni (Oberto); London Symphony Orchestra, Richard Bonynge (Decca, 1964, 1992, 2000); nahráno roku 1962
- Arleen Auger (Alcina), Della Jones (Ruggiero), Kathleen Kuhlmann (Bradamante), Eiddwen Harrhy (Morgana), Maldwy Davies (Oronte), John Tomlinson (Melisso), Patricia Kwella (Oberto); City of London Baroque Sinfonia, Richard Hickox (EMI, 1988); nahráno roku 1985
- Renée Fleming (Alcina), Susan Graham (Ruggiero), Kathleen Kuhlmann (Bradamante), Natalie Dessay (Morgana), Timothy Robinson (Oronte), Laurent Naouri (Melisso), Juanita Lascarro (Oberto); Les Arts Florissants, William Christie (Erato, 2000); nahráno živě v Pařížské opeře v červnu 1999
- Yvonne Kenny (Alcina), Wilke te Brummenstroete (Ruggiero), Ewa Wolak (Bradamante), Cyndia Sieden (Morgana), Iain Paton (Oronte), Andrew Foster-Williams (Melisso), Susanne Rydén (Oberto); Philharmonia Baroque Orchestra San Francisco, Nicholas McGegan; nahráno živě pro Göttingen Handel Society roku 2002, neprodejné
- Anja Harteros (Alcina), Vesselina Kasarova (Ruggiero), Sonia Prina (Bradamante), Veronica Cangemi (Morgana), John Mark Ainsley (Oronte), Christopher Purves (Melisso), Deborah York (Oberto); Bayrischer Staatsorchester, Ivor Bolton (Farao Classics, 2007); nahráno živě v mnichovském Prinzregenttheater v červenci 2005
- Joyce DiDonato (Alcina), Maite Beaumont (Ruggiero), Sonia Prina (Bradamante), Karina Gauvin (Morgana), Kobie van Rensburg (Oronte), Vito Priante (Melisso), Laura Cherici (Oberto); Il Complesso Barocco, Alan Curtis (Deutsche Grammophon Archiv, 2009); nahráno v Chiesa di Sant'Agostino, Toskánsko, září 2007

## Obrazové záznamy
- Catherine Naglestadt (Alcina), Alice Coote (Ruggiero), Helene Schneidermann (Bradamante), Catriona Smith (Morgana), Rolf Romei (Oronte), Michael Ebbecke (Melisso), Claudia Mahncke (Oberto), Heinz Gerger (Astolfo); Staatsorchester Stuttgart, Alan Hacker. Inscenace Staatsoper Stuttgart, režie Jossi Wieler a Sergio Morabito, výprava Anna Vierbrock (Arthaus 2002). Nahráno v červnu 2000.